# Commissiekaas

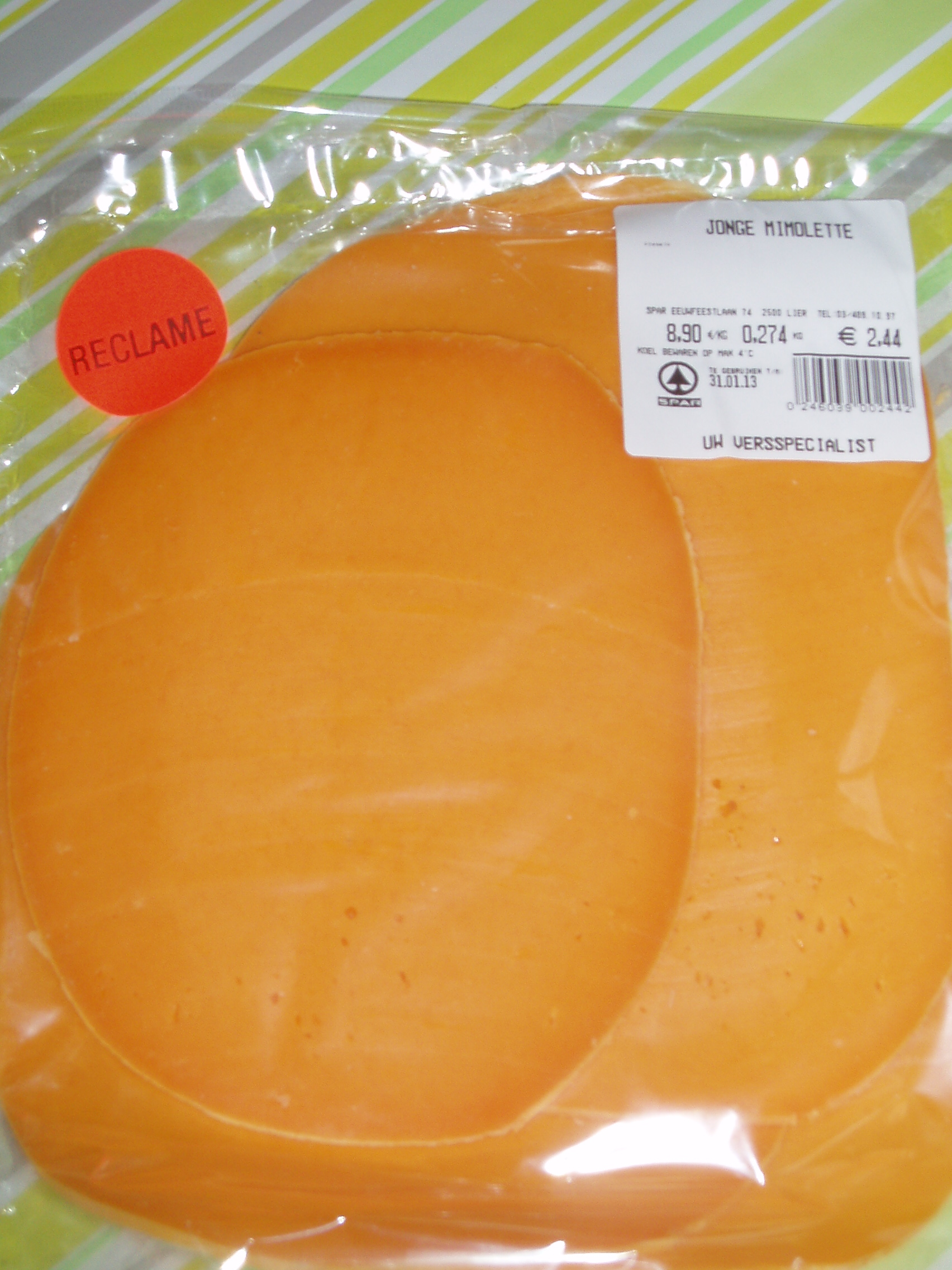
Mimolette Verkaufspackung

Commissiekaas (auch Mimolette oder Holländischer Mimolette) ist ein niederländischer Käse.
Er wird aus Kuhmilch hergestellt und ist von oranger bis orangeroter Farbe. Der Käse ist ein doppelter Edamer-Käse und hat meistens die gleiche Form wie dieser. Der zwischen drei und viereinhalb Kilogramm schwere Käse wird aus pasteurisierter Milch mit für den Käse typischen Milchsäurekulturen und aromagebenden Mikroorganismen hergestellt und gepökelt. Die Färbung erfolgt mit Hilfe von Anatto oder Carotin.
Der Käse ist in den Niederlanden nur in wenigen Käseläden erhältlich, in Belgien jedoch wesentlich mehr verbreitet. In Frankreich ist das französische Original häufig selbst in Supermärkten anzutreffen.
Der Käse ist ursprünglich aus einem französischen Imitat des Edamer im 17. Jahrhundert entstanden, als während des Merkantilismus Jean-Baptiste Colbert den Import niederländischen Käses verboten hatte. Zur Unterscheidbarkeit vom niederländischen Käse wurde er eingefärbt. Der französische Käse wurde Mimolette genannt. Bei diesem handelt es sich um einen Rohmilchkäse, der ohne Plastikrinde gelagert wird und auf dessen Naturrinde Milben siedeln, die zum einzigartigen Geschmack beitragen. Beide Käsesorten sind also heute nur noch begrenzt vergleichbar.